# Festigny (Marne)
Festigny település Franciaországban, Marne megyében. Lakosainak száma 392 fő (2022. január 1.). Festigny Mareuil-le-Port, Saint-Martin-d’Ablois, Le Baizil, Igny-Comblizy, Leuvrigny, Nesle-le-Repons és Œuilly községekkel határos.

## Népesség
A település népességének változása:
| Lakosok száma | 408  | 407  | 444  | 393  | 405  | 409  | 399  | 389  | 391  | 392  |
|               | 1968 | 1982 | 1990 | 2006 | 2013 | 2015 | 2017 | 2019 | 2020 | 2022 |